# Харитоненки

Герб Харитоненків

Помилка Lua у Модуль:Navbar у рядку 61: Неприпустима назва {{subst:PAGENAME}}.
Харитоненки — рід українських цукрозаводчиків зі Слобожанщини, землевласників, купців, промисловців, благодійників, меценатів середини 19 — початку 20 століть. З 18 квітня 1899 отримав дворянський статус.

## Історія
Походили з військових обивателів Харківської губернії. Розквіт роду припав на покоління Івана Харитоненка, який у 1850 разом з Д. І. Сухановим відкрив власну справу у Сумах, заручившись кредитом московських купців. Торгівлю цукром почав комісіонером у петербурзьких купців Молво та братів Єлисеєвих, займаючись в Україні від імені своїх довірителів купівлею та продажем цього продукту. Перші цукрові заводи орендував у с. Улянівка та Старе (нині Старе Село) Сумського повіту.
У кінці життя володів у Харківській та Курській губерніях власними землями до 40 тис. дес. і орендував до 18 тис. дес.; мав 7 цукрових заводів, зокрема у Сумському повіті в с. Кияниця та Миколаївка-Вирівська (нині смт Миколаївка Сумського р-ну), в Охтирському повіті в с. Янковий Ріг (нині смт Киріківка Охтирського р-ну), у Богодухівському повіті в с. Пархомівка та Мурафа (нині Богодухівського р-ну Харківської області), у Гайворонському повіті в с. Червона Яруга (нині Ракитного р-ну Бєлгородської області) та в Сумах Павлівський Рафінадний завод. Заснував торговий дім «І. Г. Харитоненко з сином», головна контора якого знаходилась в Сумах; забезпечував цукром Центр, Південь, Сибір і Далекий Схід. Представництва торгового дому розміщувались у Москві, Баку, Томську, Владивостоці та за кордоном — Османська імперія, Іран.
На цукрових заводах Харитоненків, оснащених найновітнішим обладнанням, застосовувались передові технології цукроваріння. Незмінно високої якості продукція постійно утримувала нагороди на Всеросійських та міжнародних виставках: у Санкт-Петербурзі у 1870; у Москві у 1882, у Нижньому Новгороді у 1896; у Відні у 1873; у Філадельфії у 1876; у Ніцці у 1884; в Антверпені у 1885 та у Парижі у 1878 та 1889.
Постійна благодійна діяльність Харитоненків принесла процвітання Сумам і була, в свою чергу, відзначена вищими нагородами. У 1865 нагороджений золотою медаллю за значні пожертвування на влаштування в Сумах пожежної команди. При відкритті у Сумах окружного суду вніс 100 000 карбованців для налагодження його роботи, піклувався про розширення будинку суду.
Чоловіча лінія роду перервалася 1927 через самогубство Івана Харитоненка.

## Галерея

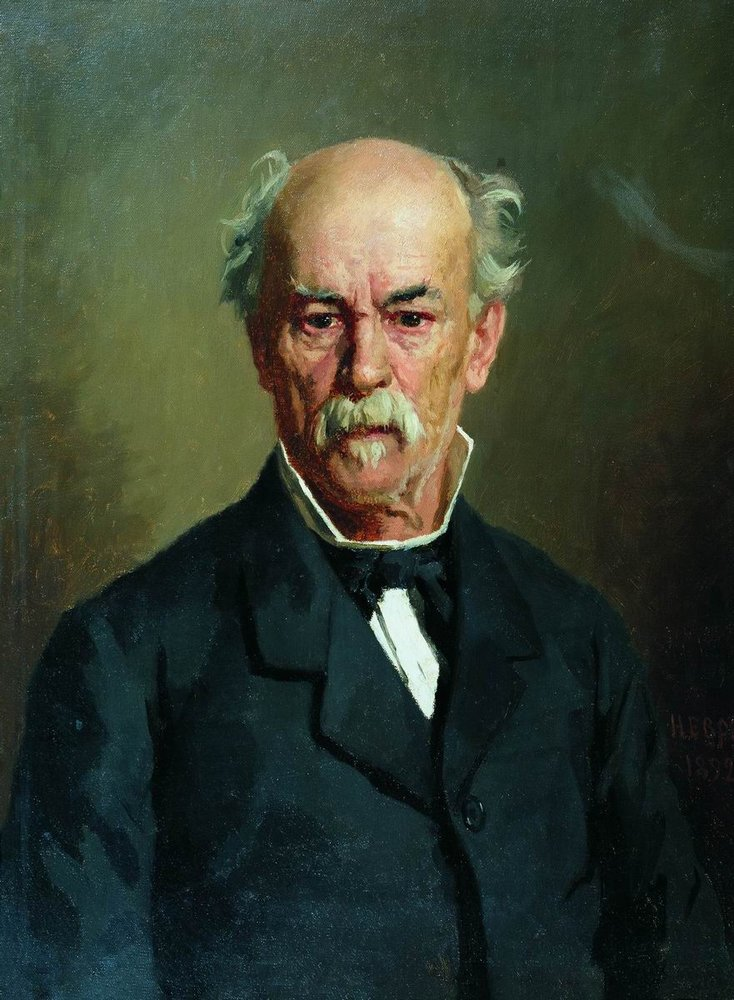
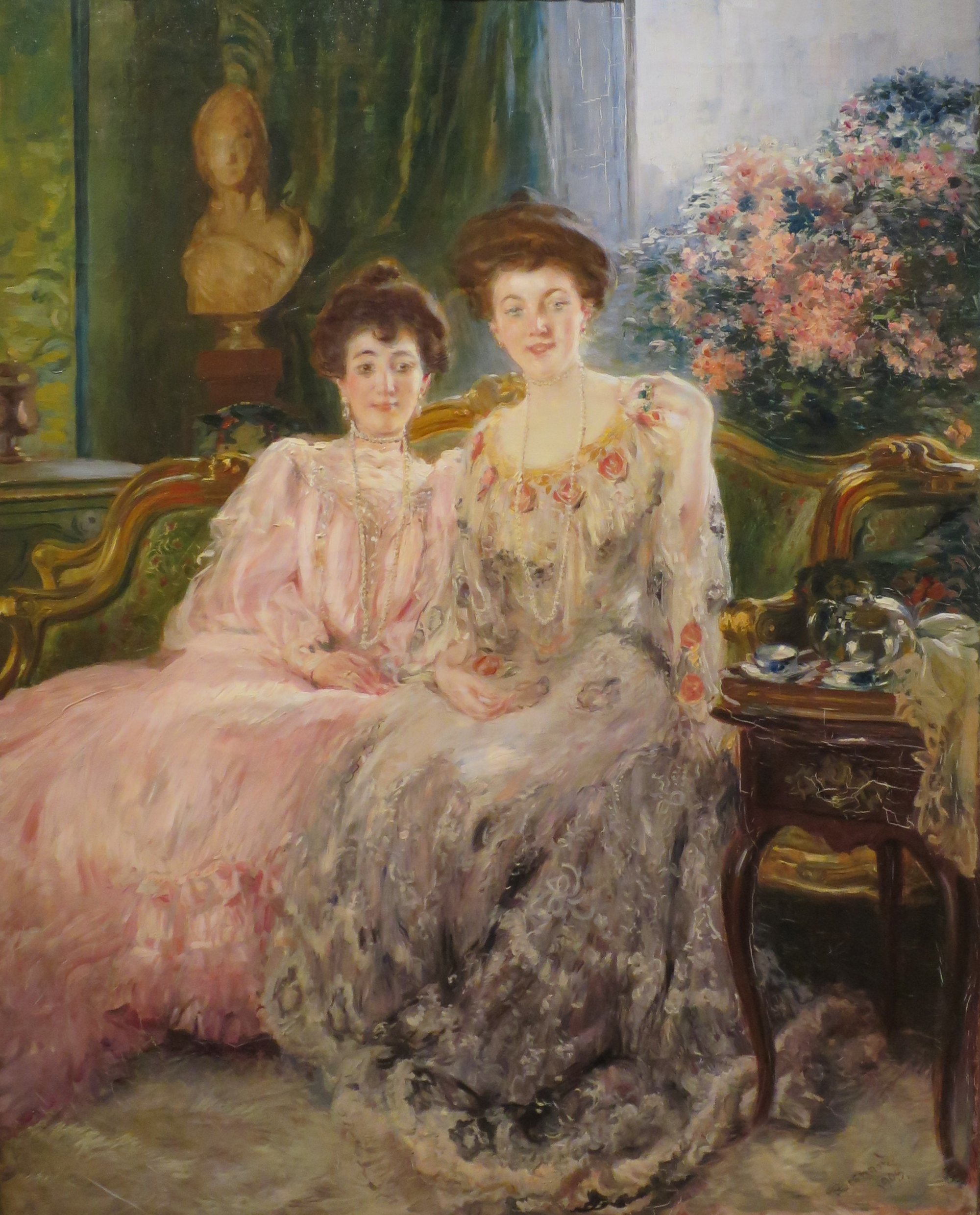
Сестри Харитоненко
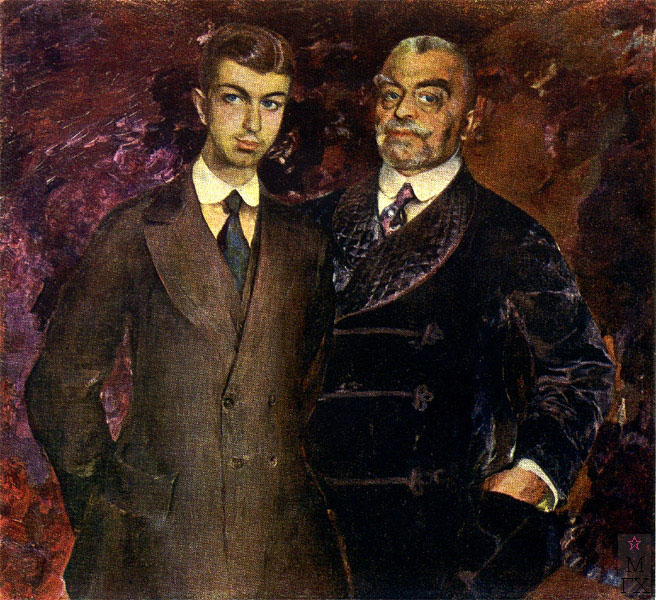
Іван та Павло Харитоненки (1911, Філіп Малявін)
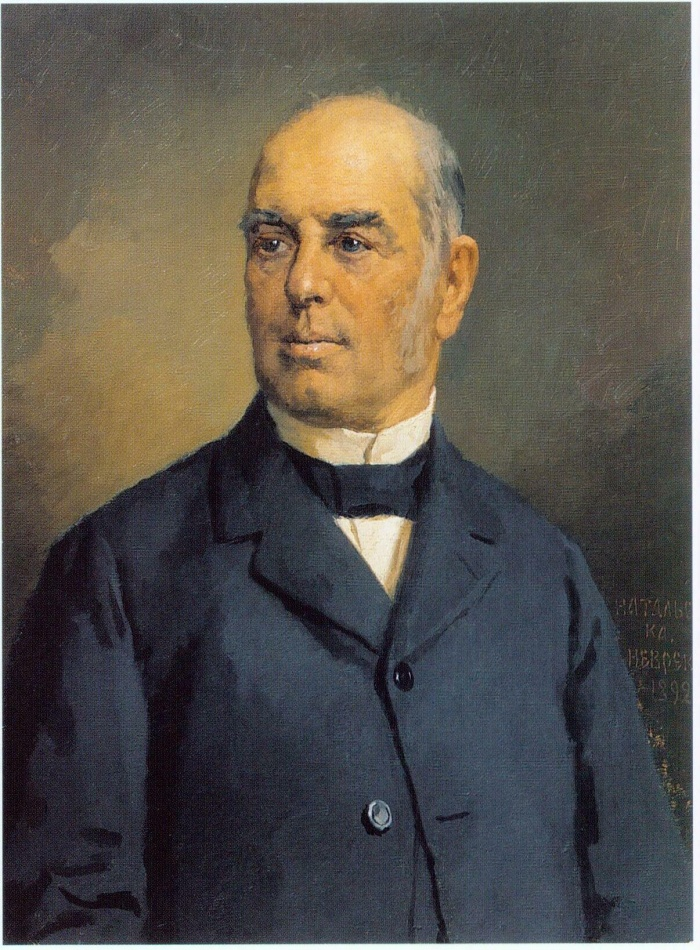
Харитоненко Іван Герасимович